# 33 ق هـ
33 ق هـ هي السنة الثالثة والثلاثون السابقة للهجرة النبوية، وهي توافق ما بين سنتي 589 و590 حسب التقويم الميلادي، أي أنها بدأت في سنة 589م وانتهت في سنة 590م.

## أحداث
- حلف الفضول: وكان في شهر ذي القعدة وقد شهده النبي محمدﷺ.[4]